# سامويلي دالا بونا
سامويلي دالا بونا (بالإيطالية: Samuele Dalla Bona)‏ (6 فبراير 1981 بسان دونا دي بيافي في إيطاليا - ) هو لاعب كرة قدم إيطالي في مركز الوسط. شارك مع منتخب إيطاليا تحت 18 سنة لكرة القدم ومنتخب إيطاليا تحت 21 سنة لكرة القدم. أما مع النوادي، فقد لعب مع أتالانتا وإيه سي ميلان وتشيلسي ونادي بولونيا ونادي سامبدوريا ونادي ليتشي ونادي مانتوفا ونادي نابولي وهيلاس فيرونا وG.S. Iraklis Thessaloniki ‏ ونادي موستا ‏ ونادي إيراكليس.

## روابط خارجية
- سامويلي دالا بونا على موقع قاعدة بيانات كرة القدم.إي يو (الإنجليزية)
- سامويلي دالا بونا على موقع Soccerbase.com (لاعب) (الإنجليزية)
- سامويلي دالا بونا على موقع عالم كرة القدم.نت (الإنجليزية)